# Wasserstraßen- und Schifffahrtsamt Lübeck

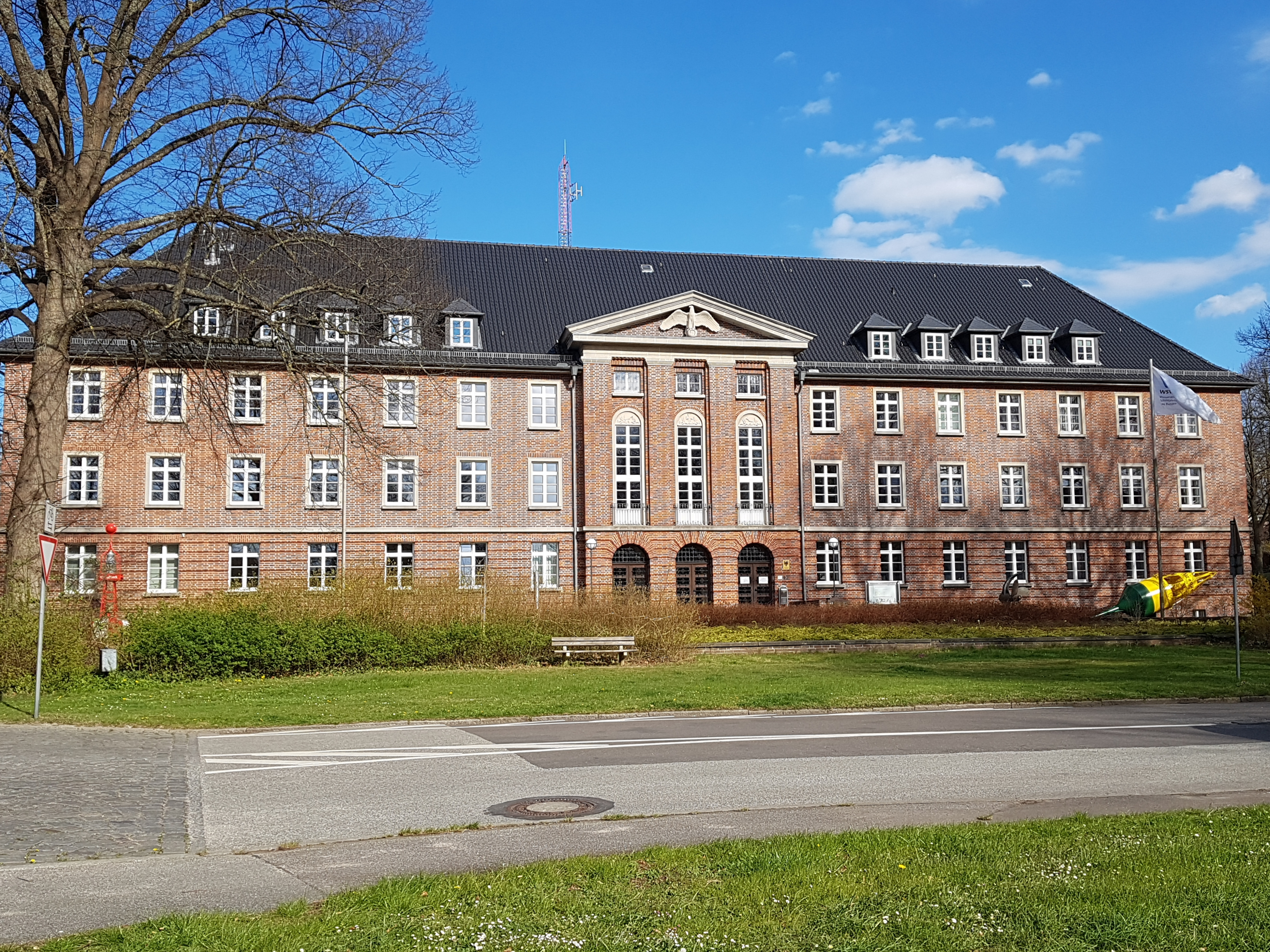
Gebäude des ehemaligen Wasserstraßen- und Schifffahrtsamts in Lübeck, 2021

Das Wasserstraßen- und Schifffahrtsamt Lübeck (WSA Lübeck) war ein Wasserstraßen- und Schifffahrtsamt in Deutschland. Es gehörte zum Dienstbereich der Generaldirektion Wasserstraßen und Schifffahrt, vormals Wasser- und Schifffahrtsdirektion Nord. Zum 13. Oktober 2020 ging es zusammen mit dem Wasserstraßen- und Schifffahrtsamt Stralsund im neugebildeten Wasserstraßen- und Schifffahrtsamt Ostsee auf.

## Zuständigkeitsbereich
Das WSA Lübeck war zuständig für den Bereich der Ostsee von der dänischen Grenze bei Flensburg bis zur Grenze zum Amtsbereich des WSA Stralsund im mecklenburg-vorpommerischen Buk bei Kühlungsborn sowie die angrenzenden Gewässer, u. a. die Trave ab Lübeck.
Dem WSA Lübeck war das Mehrzweck- und Gewässerschutzschiff Scharhörn unterstellt.

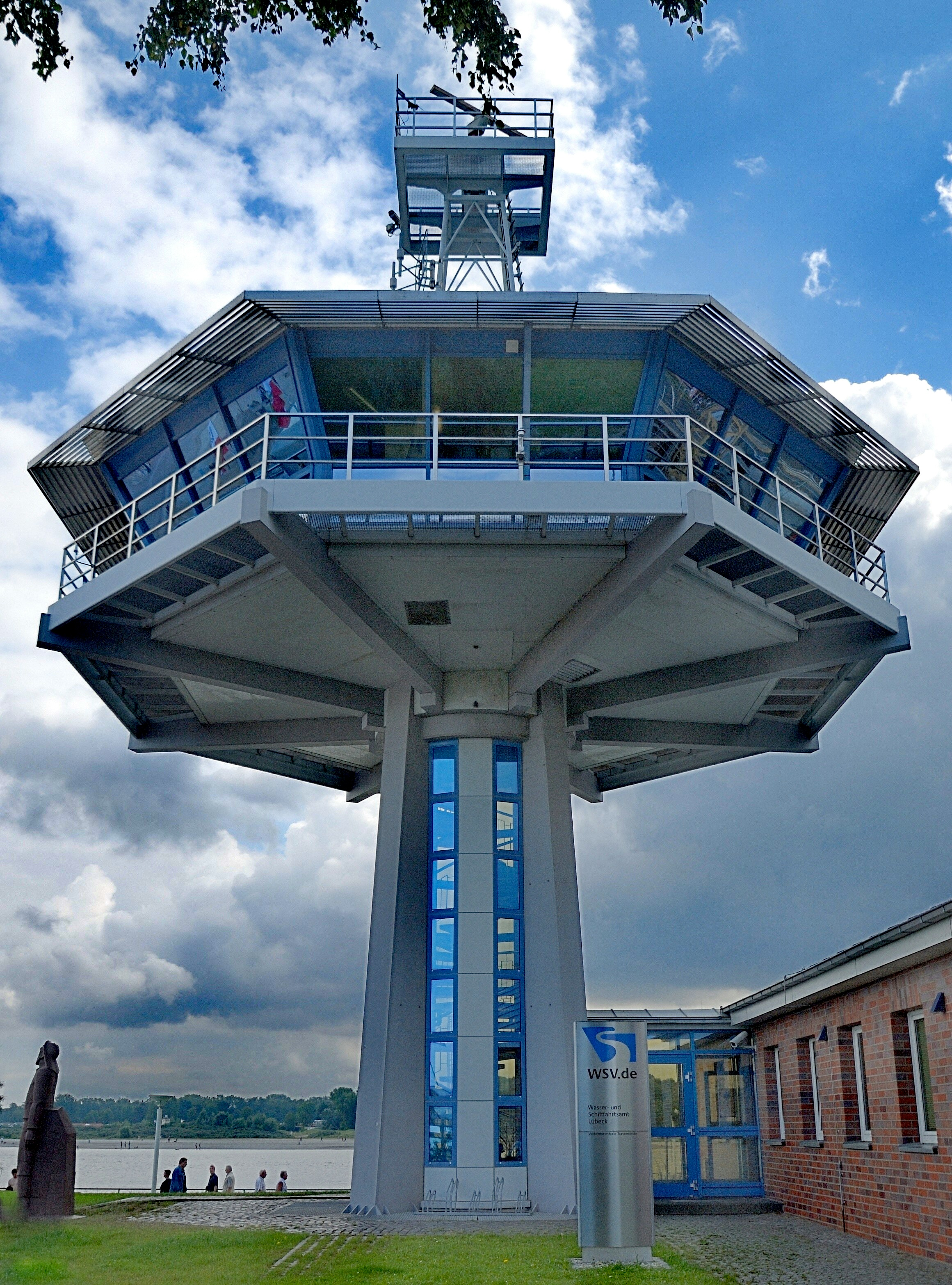
Kontrollturm der Verkehrszentrale Travemünde des WSA Lübeck

## Aufgaben
Zu den Aufgaben des Wasserstraßen- und Schifffahrtsamtes Lübeck gehörten:
- Unterhaltung und Ausbau der Bundeswasserstraßen im Amtsbereich
- Unterhaltung und Betrieb der schwimmenden und festen Seezeichen im Amtsbereich; hierzu diente insbesondere das Seezeichenmotorschiff Seeadler
- Ordnung und Sicherheit des Schiffsverkehrs und Betrieb der Verkehrszentrale in Travemünde
- Übernahme strom- und schifffahrtspolizeilicher Aufgaben
- Unterhaltung der Marinestützpunkte in Eckernförde, Kiel, Neustadt und Warnemünde
- Betrieb und Unterhaltung der Hubbrücke in Lübeck über die Trave

## Außenbezirke
Zum Wasserstraßen- und Schifffahrtsamt Lübeck gehörten die Außenbezirke Kiel mit dem Stützpunkt Kappeln, der Außenbezirk Wismar, der Außenbezirk Lübeck mit dem Stützpunkt Heiligenhafen und der Bauhof in Lübeck.

## Verkehrszentrale
Die Verkehrszentrale (VTS Centre) in Travemünde, von der aus der Schiffsverkehr auf der westlichen Ostsee im Einflussbereich der Bundesrepublik Deutschland rund um die Uhr überwacht und gelenkt wird, gehörte zum WSA Lübeck.
Für den östlichen Teil der deutschen Ostseeküste ist die Verkehrszentrale in Warnemünde zuständig, die bis 2020 zum WSA Stralsund gehörte.